# Áo khúc côn cầu

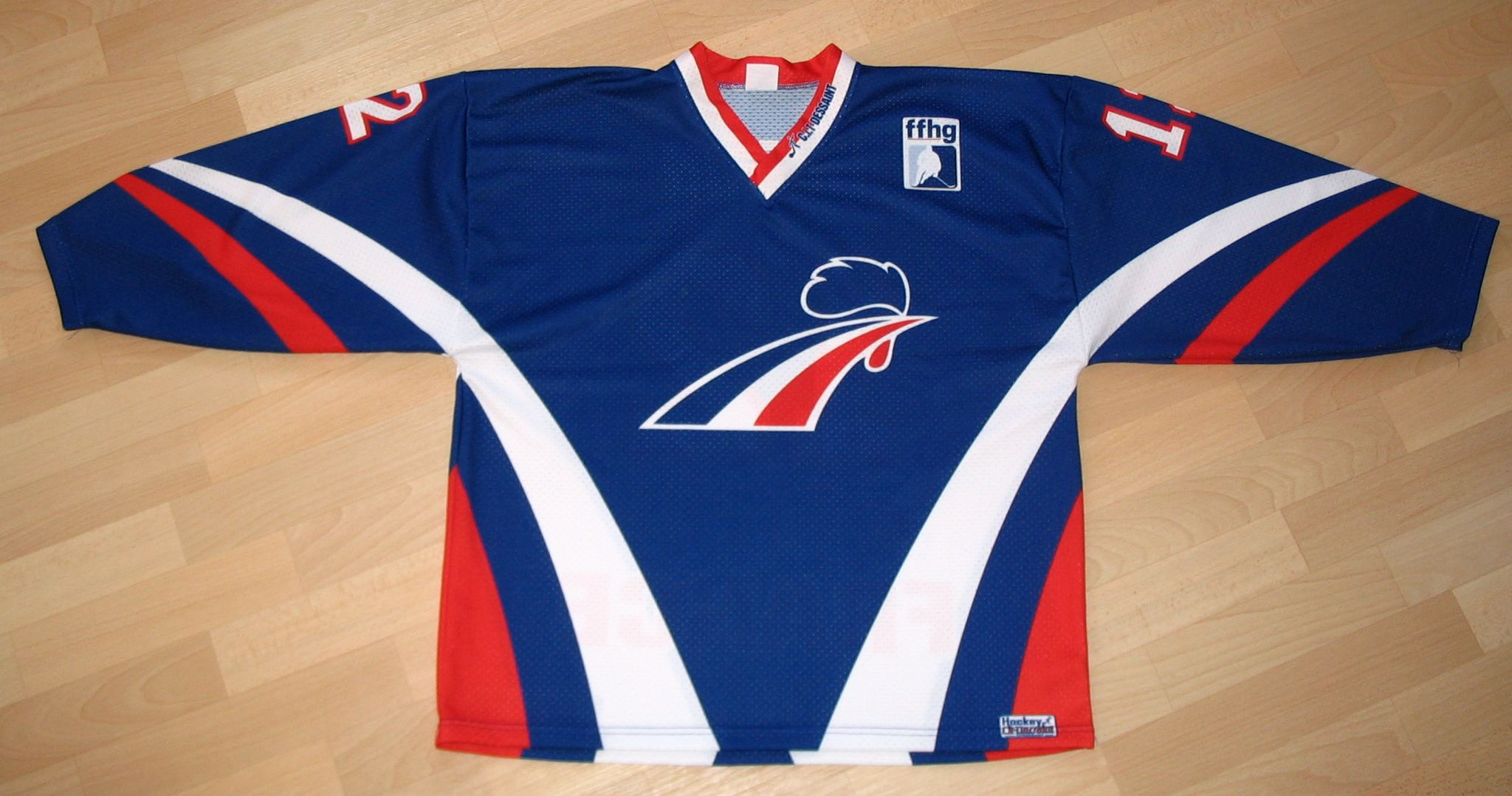
Mặt trước áo khúc côn cầu trên băng của đội tuyển quốc gia Pháp

Một chiếc áo khúc côn cầu là một loại quần áo được mặc bởi những người chơi khúc côn cầu trên băng để che phần trên của cơ thể họ. Theo truyền thống, nó được gọi là áo khúc côn cầu, Trước đây, khi trò chơi này chủ yếu được chơi bên ngoài vào mùa đông, nó thực sự là một chiếc áo len đan ấm áp.

## Thiết kế

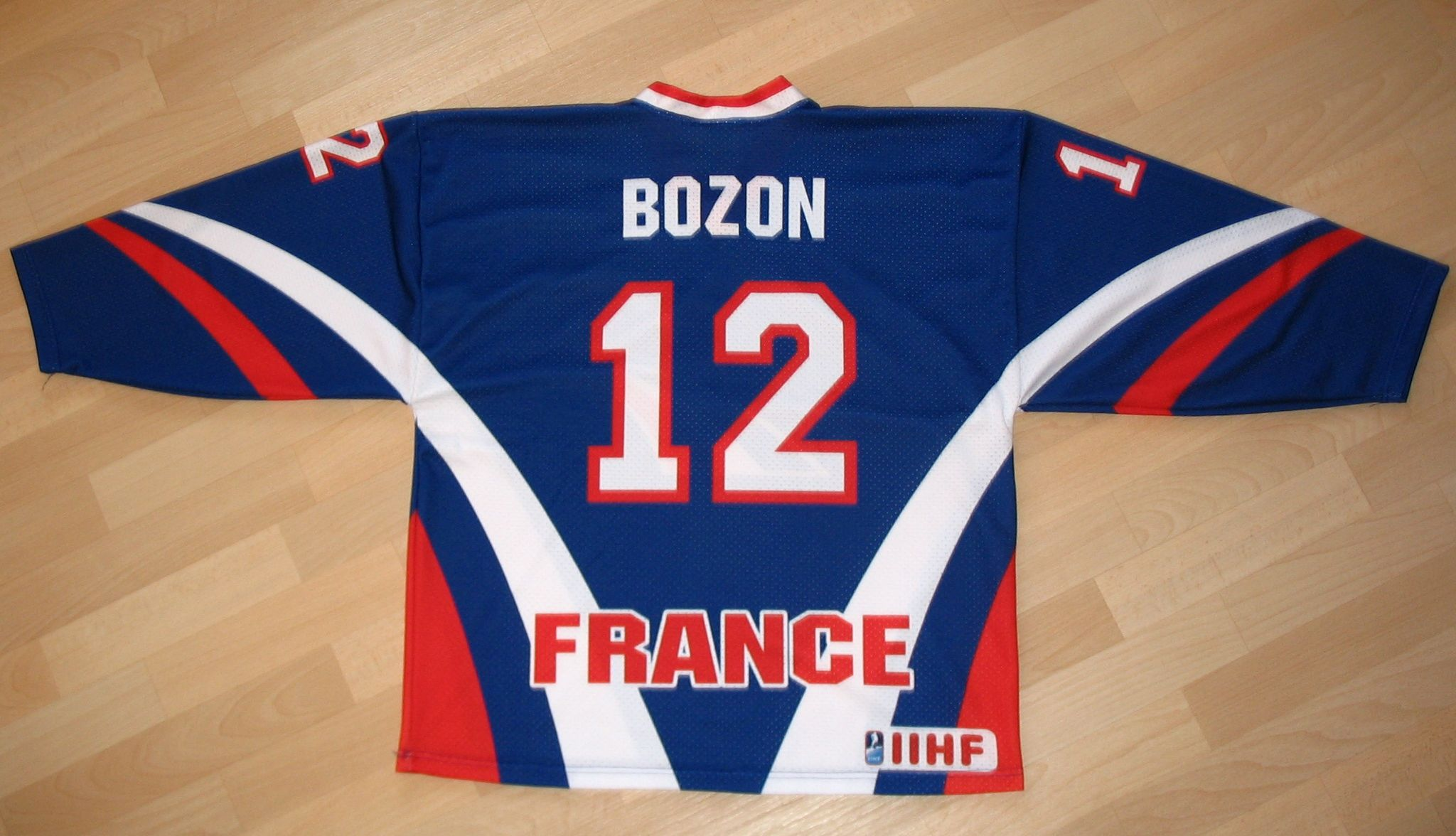
Mặt sau của áo khúc côn cầu trên băng của đội tuyển quốc gia Pháp

Áo khúc côn cầu, thường được gọi là áo len, ngày nay thường được làm bằng vật liệu tổng hợp cứng và khá bền như polyester, để giúp giảm bớt độ ẩm và giữ cho người mặc khô ráo.
Đối với hầu hết các giải đấu trên toàn thế giới, phù hợp với của nhóm nghiên cứu màu sắc và phù hợp với vớ, chúng thường được trang trí phù hiệu với đội bóng của biểu tượng ở mặt trước, và tên người chơi ở mặt sau.
Thiết kế thường được điều chỉnh cho các trường hợp cụ thể, chẳng hạn như hai anh em ở đội Vancouver Canucks Henrik Sedin và Daniel Sedin. Tên của họ được kèm theo tên viết tắt đầu tiên của họ, vì là anh em sinh đôi, họ có cùng họ trong cùng một danh sách. Liên đoàn khúc côn cầu quốc gia không còn cho phép sử dụng số 0 hay 00 cho số áo, vì chúng không thể được nhập vào cơ sở dữ liệu của NHL, và các số có sẵn chỉ lên tới 98 kể từ khi Liên đoàn rút số 99 để vinh danh Wayne Gretzky.
Một đội trưởng đeo chữ "C" ở trên và bên phải logo của đội trên áo khúc côn cầu của họ (mặc dù một vài đội ở NHL có chữ in hoa ở trên và bên trái logo của đội). Hai người chơi khác, được chỉ định thay thế đội trưởng, đeo chữ "A" trên họ. Áo len mặc trong các giải đấu và giải đấu châu Âu được trang trí bằng quảng cáo, một chi tiết được mượn từ áo bóng đá. Hầu hết các đội khúc côn cầu trên băng chuyên nghiệp bán áo len bản sao của các cầu thủ nổi tiếng của họ tại đấu trường của họ, cũng như thông qua các cửa hàng lưu niệm thể thao.

## Thời trang
Tác động văn hóa của áo len khúc côn cầu ở Canada được nhắc đến trong truyện ngắn The Hockey Sweater của tác giả Roch Carrier. Trong đó, một người hâm mộ khúc côn cầu trẻ tuổi yêu cầu mẹ đặt mua áo len Montreal Canadiens từ danh mục của cửa hàng bách hóa Eatons, nhưng thay vào đó lại vô tình nhận được một chiếc áo len cho đối thủ của đội bóng, Toronto Maple Leafs, khiến anh ta bối rối và bị chế giễu bạn bè. Câu chuyện sau đó được dựng thành một bộ phim hoạt hình ngắn cùng tên, được sản xuất bởi Hội đồng phim quốc gia Canada; một trích dẫn từ nó xuất hiện trên tờ năm đô la Canada.